# فيونا لوفي
فيونا لوفي (بالإنجليزية: Fiona Loewi)‏ هي ممثلة بريطانية، ولدت في 1975 في لندن في المملكة المتحدة.

## أعمال

### مسلسلات
- ميامي

## وصلات خارجية
- فيونا لوفي على موقع IMDb (الإنجليزية)
- فيونا لوفي على موقع ألو سيني (الفرنسية)
- فيونا لوفي على موقع أول موفي (الإنجليزية)
- فيونا لوفي على موقع قاعدة بيانات الفيلم (الإنجليزية)
- فيونا لوفي على موقع كينوبويسك (الروسية)